# Zalutycze
Zalutycze (biał. Залюцічы, Zaluciczy; ros. Залютичи, Zaluticzi) – wieś na Białorusi, w obwodzie homelskim, w rejonie żytkowickim, w sielsowiecie Milewicze, nad Słuczą.

## Historia
Dawniej własność Radziwiłłów. W XIX i w początkach XX w. położone były w Rosji, w guberni mińskiej, w powiecie mozyrskim.
W dwudziestoleciu międzywojennym leżały w Polsce, w województwie poleskim, w powiecie łuninieckim, w gminie Lenin (Sosnkowicze). Wieś położona była przy granicy ze Związkiem Sowieckim, którą wyznaczała tu Słucz. W latach 1921–1922 stacjonowała tu 4. kompania 40 Batalionu Celnego, w latach 1922 - 1923 4. kompania 40 Batalionu Straży Granicznej, a następnie znajdowała się tu strażnica KOP „Zalutycze”.
W 1921 miejscowość liczyła 515 mieszkańców, zamieszkałych w 90 budynkach, w tym 491 Białorusinów i 24 Żydów. 491 mieszkańców było wyznania prawosławnego i 24 mojżeszowego.
Po II wojnie światowej w granicach Związku Sowieckiego. Od 1991 w niepodległej Białorusi.